# Katin
Katin (en ruso: Ка́тынь, en polaco: Katyń) es un asentamiento rural y pueblo de Rusia perteneciente al raión de Smolensk de la óblast de Smolensk. Situado a unos 18 kilómetros de la ciudad de Smolensk. Cerca del pueblo se encuentra el bosque de Katin.
En 2021, el territorio del asentamiento tenía una población de 4409 habitantes, de los cuales algo menos de dos mil vivían en el pueblo de Katin y el resto repartidos en 27 pedanías.

## Historia
El bosque de Katin fue conocido durante la época de la Unión Soviética como el lugar de una matanza cuando en abril de 1943 los nazis anunciaron que habían descubierto unas fosas comunes que albergaban a unos 22 000 soldados y oficiales polacos que habían sido tomados como prisioneros de guerra durante la invasión soviética de Polonia de 1939 y habían sido asesinados entre abril y mayo de 1940 por los soviéticos, del mismo modo que en las masacres de Járkov y de Kalinin (Tver), por orden directa del Comité Central del Partido Comunista de la Unión Soviética, intentando eliminar así a la mayor parte de los oficiales del ejército polaco. 
Durante varios meses fueron ejecutados miles de polacos que no habían tenido un juicio justo y ni siquiera una orden de detención legal. En estas ejecuciones que se comenzaron a dar ya en abril de ese mismo año y de las que Stallin estaba totalmente enterado y a favor, se utilizaron pistolas del tipo Walther, mucho más fiables para los soviéticos que sus propias armas Tokarev TT-30. Curiosamente, este tipo de arma Walther resultaba ser la que utilizaba la Gestapo, la policía alemana, por lo que Stallin supo armar un plan por si eran descubiertos: los nazis se llevarían las represalias por ello. 
En total fueron unos 22.000 ciudadanos polacos, muchos de ellos sacerdotes , intelectuales y civiles los que fueron asesinados en lo que posteriormente se llamó la masacre de Katin (los polacos la denominan la felonía de Katin). También se encontró allí gran número de las primeras fosas comunes de víctimas del sistema soviético, como si el bosque de Katin hubiera sido usado durante mucho tiempo como un lugar de ejecución.
Las víctimas eran, sobre todo, ciudadanos importantes del estado polaco: oficiales de Fuerzas Armadas Polacas y de policía, funcionarios de administración pública y representantes de la élite intelectual y cultural de Polonia. Murieron enterrados en tumbas masivas anónimas en por lo menos cinco lugares dentro del territorio de la Unión Soviética. Los prisioneros de tres campos especiales del NKVD fueron transportados por ferrocarril en los meses de abril y mayo de 1940 a los lugares de ejecución: Katin (campo de Kozielsk), Kalinin- (campo de Ostashkov) y Járkov (campo de Starobielsk). Los asesinados en Kalinin fueron enterrados en Miednoje. Otros, retenidos en los cárceles, fueron asesinados e inhumados en lugares ignorados hasta ahora: tan sólo se conocen dos sitios de las anteriores repúblicas soviéticas de Bielorrusia (Kurapati, cerca de Minsk) y Ucrania (Bikivniá cerca de Kiev).
Los soldados de la Unión Soviética trasladaban a los prisioneros en camiones con diez hombres hasta el bosque de Katin, sobre todo los pertenecientes al campo de prisioneros de Kozielsk. Se cuenta que uno a uno iban siendo colocados frente a su propia tumba y un certero disparo en la nuca los dejaba caer hasta la tierra donde, allí mismo eran enterrados.
Fue Lavrenti Beria, jefe de la policía secreta rusa el que, en una carta fechada en marzo de 1940, calificaba a la población polaca como «permanentes e incorregibles enemigos del poder soviético», y en ella se ordenó a esta NKVD juzgar a los detenidos en juicios especiales y a los que se le aplicaría el castigo supremo: la pena de muerte.
El 5 de marzo de 1940, Stalin aprobó, junto con Voroshilov, Mikoián y Molotov, una propuesta de Beria que dio lugar al asesinato de 21.857 polacos.
La II Guerra Mundial avanzó hasta Rusia y Stallin vio como las tropas alemanas entraban en el país sin respetarse el propio tratado de no agresión que Hitler y el presidente ruso habían firmado. Durante los siguientes dos años las disputas en el campo de batalla de alemanes y rusos centraron la atención de todo el mundo, y la masacre de Katin quedó olvidada, casi inexistente para la mayoría de países que participaban en la guerra. En Oświęcim (Auschwitz) están expuestas unas copias de las actas de la reunión en la que se tomó la decisión de la masacre. Las fosas se ocultaron mediante la plantación de árboles, mientras que documentos desclasificados indicarían que los gobiernos estadounidense e inglés conocían el hecho, y decidieron no difundir tal información.
Fue en 1943 cuando, unos conductores polacos que acompañaban a un destacamento alemán descubrieron las tumbas. Un bosque enorme a unos 400 kilómetros de Moscú que guardaba uno de los secretos mejor guardados por la Unión Soviética durante la II Guerra Mundial. Según los testigos el lugar estaba acotado, con alambradas y era vigilado por policía rusa. Fue el oficial alemán nazi Rudolf Christoph Freiherr von Gersdorff quien finalmente encontró estas fosas comunes, dando a conocer la atrocidad perpetrada por la Unión Soviética en este bosque de Katin. 
Comenzaron aquí una serie de acusaciones entre Alemania y la Unión Soviética que utilizaron en su favor cada país. Según el gobierno de Stallin, los nazis eran conocedores de esta matanza, y que quisieron utilizar esta masacre para atacar al gobierno ruso. El gobierno soviético dijo que los alemanes habían fabricado ese descubrimiento, intentando, por todos los medios a su alcance, acusar a los militares alemanes de la masacre, para evitar conflictos con sus aliados occidentales y, especialmente con el primer ministro del Gobierno de Polonia en el exilio y Comandante en jefe de las Fuerzas armadas polacas, el general Władysław Sikorski.
Mandatarios como Roosevelt y Churchill creyeron la versión rusa, ya que Alemania también estaba utilizando la información a su antojo. A pesar de ello, Churchill y Roosevelt pidieron que no se investigara lo sucedido, pero la Cruz Roja Internacional llevó a cabo una investigación a fondo de lo ocurrido promovido por  el Gobierno de Polonia en el exilio. El resultado fue culpar a Stallin y la Unión Soviética de esta masacra de Katin durante la II Guerra Mundial. A pesar de todo, la Unión Soviética jamás admitió que fueran crímenes de guerra, ni un genocidio, aunque todavía se buscan más de 7000 cuerpos desaparecidos en el bosque de Katin. Debido a esta investigación, Stalin endureció entonces las relaciones con el Gobierno de Polonia en el exilio. Sikorski, ampliamente reconocido como el líder exiliado polaco más capaz, resultó muerto en un misterioso accidente aéreo, en Gibraltar, en julio de 1943, imputado por algunos historiadores a agentes británicos o soviéticos.
Únicamente Mijaíl Gorbachov en 1990, admitió que la NKVD era la responsable de esta matanza rusa durante la II Guerra Mundial.
La historia ha sido recreada para el cine por el director polaco Andrzej Wajda en la película Katyń, de 2007.
Katin también es un escenario trágico para los rusos, ya que unos 10 000 funcionarios soviéticos fueron fusilados y sepultados allí en fosas comunes entre 1936 y 1938.[cita requerida]